# Haralambie Ivanov
Haralambie Ivanov (* 23. Februar 1941 in Crișan; † 22. August 2004 ebenda) war ein rumänischer Kanute.

## Erfolge
Haralambie Ivanov, der für CSA Steaua Bukarest aktiv war, nahm an den Olympischen Spielen 1964 in Tokio im Zweier-Kajak mit Vasilie Nicoară über die 1000-Meter-Distanz teil. Sie qualifizierten sich jeweils als Sieger des zweiten Vorlaufs und des zweiten Halbfinallaufs für den Endlauf. Im Rennen um die Medaillen überquerten sie schließlich nach 3:41,12 Minuten als viertes Boot die Ziellinie, womit sie eine Platzierung auf dem Podium knapp verpassten. Bei den Olympischen Spielen 1968 in Mexiko-Stadt gehörte Ivanov zum rumänischen Aufgebot im Vierer-Kajak. Er ging dabei mit Mihai Țurcaș, Dimitrie Ivanov und Anton Calenic auf der 1000-Meter-Strecke an den Start und schaffte mit ihnen dank zweier Siege im Vor- und im Halbfinallauf erneut den Einzug ins Finale. In diesem erreichten sie nach 3:14,81 Minuten hinter den siegreichen Norwegern und vor der ungarischen Mannschaft als Zweite das Ziel und erhielten somit die Silbermedaille.
Bei den Weltmeisterschaften 1963 in Jajce sicherte sich Ivanov sowohl mit der 4-mal-500-Meter-Staffel im Einer-Kajak als auch im Zweier-Kajak mit Vasilie Nicoară über 500 und über 1000 Meter jeweils den Titelgewinn. Im Vierer-Kajak belegte er über 1000 Meter den zweiten Platz. Mit der Staffel wurde er 1966 in Berlin WM-Dritter. Dazwischen gewann er bei den Europameisterschaften 1965 in Bukarest vier Goldmedaillen: mit der 4-mal-500-Meter-Staffel, im Zweier-Kajak mit Vasilie Nicoară über 500 und über 1000 Meter sowie im Vierer-Kajak über 1000 Meter. 1967 verteidigte er in Duisburg seinen Titel mit der Staffel und gewann 1969 in Moskau außerdem im Vierer-Kajak auf der 1000-Meter-Strecke die Silbermedaille.